# Camden Point (Misuri)
Camden Point es una ciudad ubicada en el condado de Platte en el estado estadounidense de Misuri. En el Censo de 2010 tenía una población de 474 habitantes y una densidad poblacional de 305,02 personas por km².

## Geografía
Camden Point se encuentra ubicada en las coordenadas 39°27′15″N 94°44′55″O / 39.45417, -94.74861. Según la Oficina del Censo de los Estados Unidos, Camden Point tiene una superficie total de 1.55 km², de la cual 1.55 km² corresponden a tierra firme y (0%) 0 km² es agua.

## Demografía
Según el censo de 2010, había 474 personas residiendo en Camden Point. La densidad de población era de 305,02 hab./km². De los 474 habitantes, Camden Point estaba compuesto por el 98.1% blancos, el 0.63% eran afroamericanos, el 0.42% eran amerindios, el 0% eran asiáticos, el 0% eran isleños del Pacífico, el 0.63% eran de otras razas y el 0.21% pertenecían a dos o más razas. Del total de la población el 1.27% eran hispanos o latinos de cualquier raza.